# El enano que lanzó la pequeña bola
El enano (hangul:난장이가 쏘아 올린 작은 공) es una novela coreana escrita por Cho Se-Hui publicada en 1978. Según el profesor Bruce Fulton, es una de las obras más importantes de ficción coreana desde la Segunda Guerra Mundial. El enano fue un éxito de ventas en Corea y también se adaptó al cine en Un enano lanza una pelota pequeña (1980) del director Lee Won-se.

## Argumento
El enano es una obra de crítica social que se centra en la remodelación forzada de Hangbook-dong en Seúl en los años setenta y en el coste humano resultante.
El enano gira en torno a un literalmente "hombre pequeño", su familia, amigos y sus relaciones económicas y sociales cambiantes que quedan destruidas por la modernización de Corea. El libro sigue la dificultosa existencia del enano a través de dantescos paisajes urbanos. Un pequeño elenco de personajes entra y sale de las historias en orden anacrónico. 
El enano vive en el distrito irónicamente llamado Felicidad en la provincia Eden. El distrito va a remodelarse y el enano y su familia son desahuciados. El enano finalmente se suicida en la chimenea de una fábrica mientras que su familia se separa. Su familia sostiene que ha sido juzgado de forma equivocada por la sociedad, que solo veía su altura y no sus habilidades. Este enfoque en las medidas literales es una sutil ironía que hace referencia a varios aspectos de la modernización, incluyendo la necesidad de medir y acomodar todo. En el momento en que se escribía la novela, el gobierno de Park Chung-hee iba por las calles de Seúl midiendo literalmente la longitud del pelo de las mujeres y las faldas de las mujeres. Mientras tanto, en las fábricas, la estandarización y la tiranía del reloj eliminaron las diferencias humanas entre los trabajadores, sino es que eliminó incluso su humanidad.
Esta disminución no es meramente física, es también social y económica. El enano muere, su hijo se convierte en asesino y su hija se convierte en una semi-prostituta para poder recuperar el derecho de su familia de tener casa.

## Estilo
El enano combina el realismo con una estructura fantástica que pone al lector en la era horrible y fragmentada que describe la obra. Cho Se-hui mezcla una narrativa caleidoscópica, un fuerte uso de los símbolos científicos modernos y un tono directo y simple.
El enano se escribió entre 1975 y 1978 como una serie de historias cortas vagamente conectadas a través de varias revistas coreanas. En Corea se recopilaron estas historias con el título Un enano lanza una pequeña bola, que se renombró como El enano para la publicación en inglés.

## Personajes
- Padre: Un enano de 3 pies y 10 pulgadas (1,168 m)
- Madre: Igual que el padre es una pobre operaria de una fábrica.
- Youngsu (첫째 아들, 영수): el hermano mayor.
- Youngho (둘째 아들, 영호): el hermano menor.
- Younghee (딸, 영희): la hija.

## Influencia
El enano fue una extensión y adicción de la teoría coreana minjung munhak (민중 문학론). Algunos críticos[cita requerida] sostuvieron que la novela solo fue un ejemplo de paternalismo dirigido a las clases obreras.
Reflexionando sobre el tremendo éxito de la novel, Cho Se-hui dijo en 2009, "No puedo creerme que la novela se siga leyendo hasta la actualidad."